# 铁筷子
铁筷子，为毛茛科铁筷子属下的一个植物物种。它主要分布于中国四川西北部、甘肃南部、陕西南部和湖北西北部  。